# 红旗S9
红旗S9是由红旗生产的混合动力超级跑车，于2019年法兰克福车展上首次亮相。

## 历史

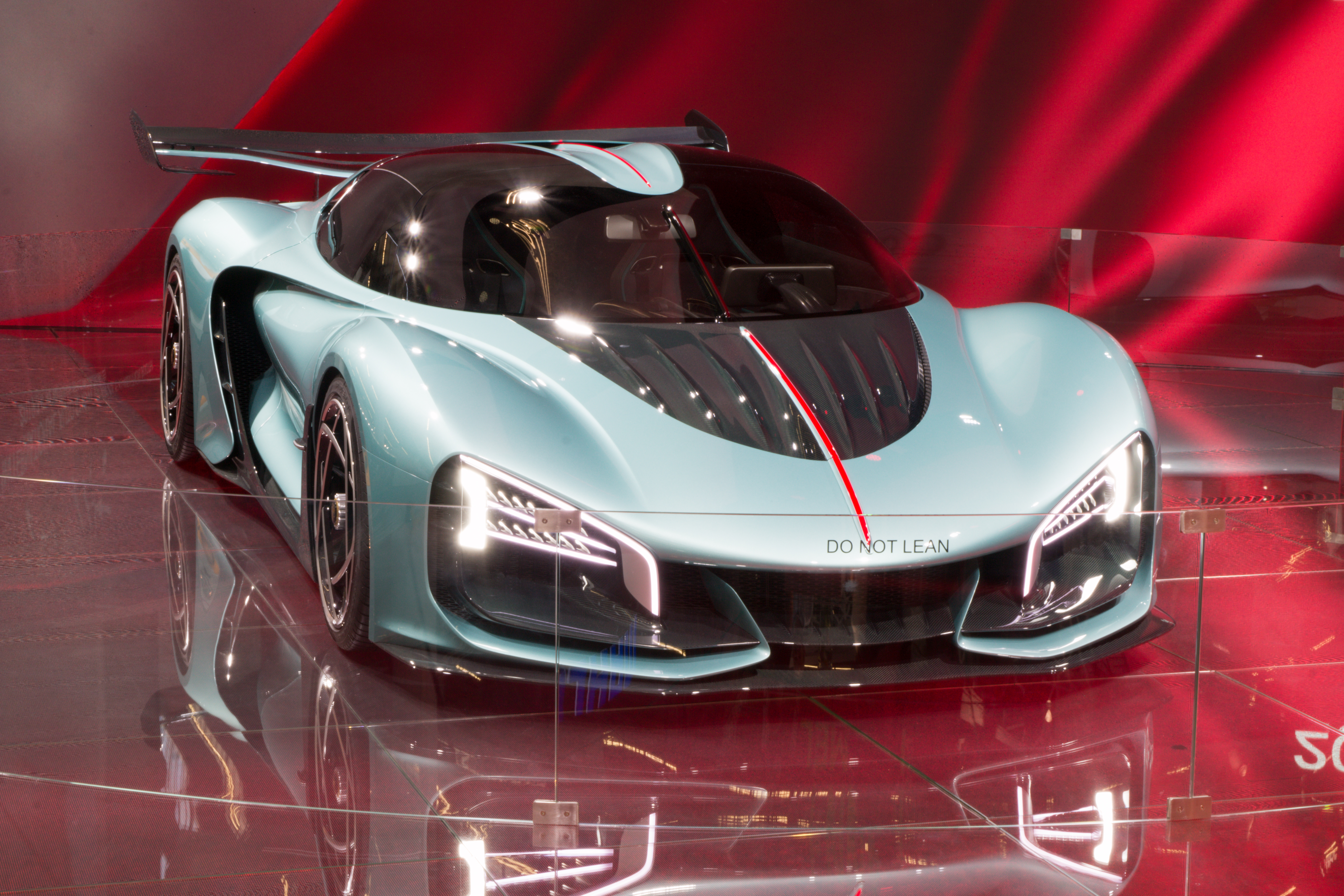
红旗S9概念车（正面）

红旗S9概念车于2019年9月13日在法兰克福车展上亮相，以庆祝中华人民共和国成立70周年，限量生产70辆。
2021年，中国一汽集团宣布将与Silk EV合作，在意大利艾米利亚-罗马涅大区生产该车，并聘请前阿尔法·罗密欧、西雅特和奥迪设计师Walter de Silva担任红旗S系列车型的设计副总裁。S9的量产版本于该年上海车展首次亮相，限量生产99台，计划于2022年交付。
然而在2023年，合资公司Silk-FAW放弃了在意大利建厂生产的计划，意味着该车将仅在中国生产。

## 技术特点

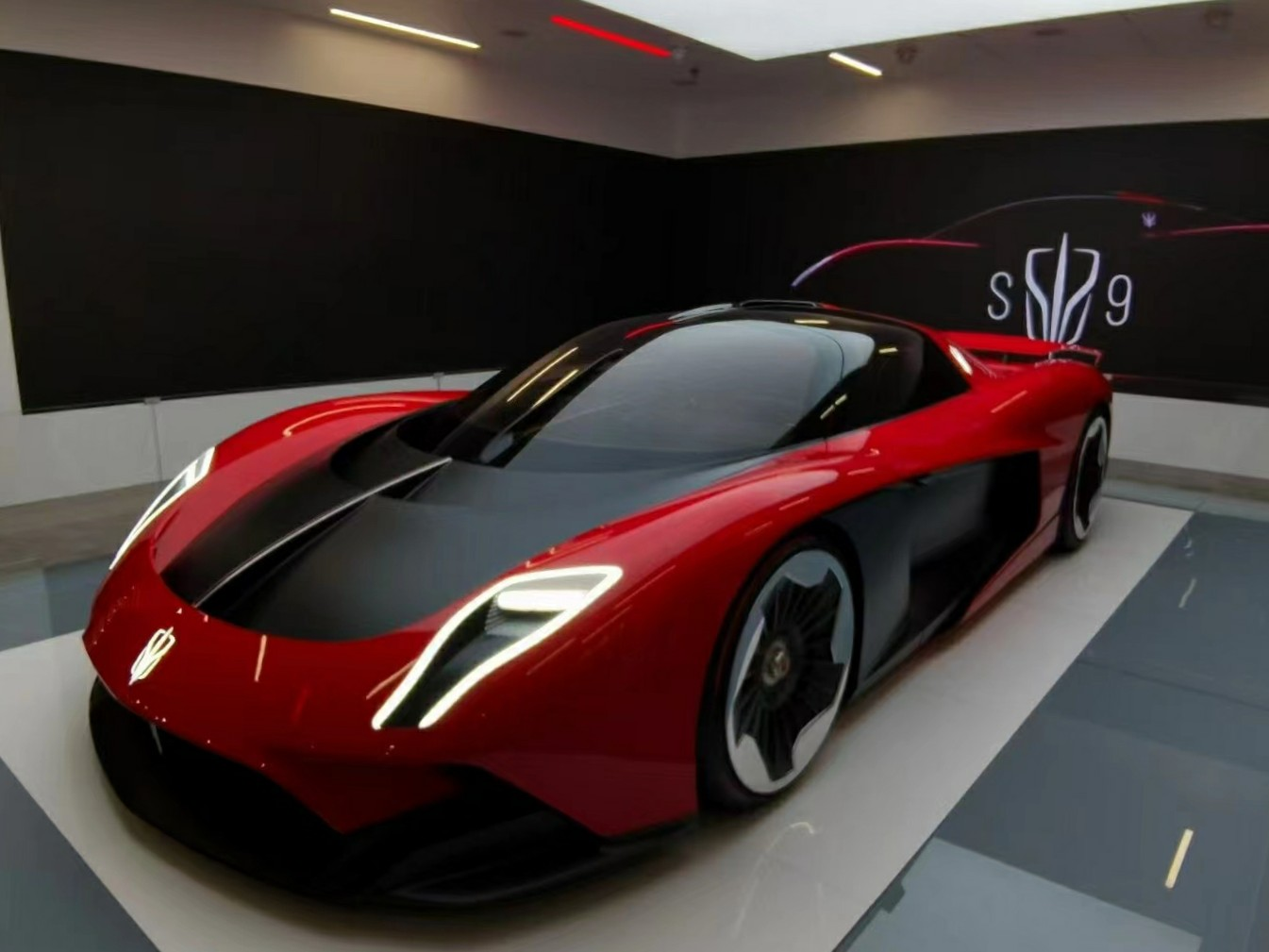
紅旗S9

S9搭载了一台4.0升双涡轮增压V8发动机，并配备了混合动力系统，使其输出功率达到1,400马力，百公里加速低于2秒。